# Де Рам, Жорж
Жорж де Рам (фр. Georges de Rham, 10 сентября 1903 года — 9 октября 1990 года) — швейцарский математик, известный своим вкладом в дифференциальную геометрию.

## Ранние годы и учёба
Жорж де Рам родился 10 сентября 1903 года в городе Рош кантона Во в Швейцарии. C юных лет имел склонность к искусству, занимался живописью, интересовался философией и литературой. Учился в классической гимназии в Лозанне по специальности «древние языки», хорошо знал латынь и греческий. Несмотря на эти свои увлечения, в 1921 году, после окончания гимназии, он поступил на факультет наук университета в Лозанне, намереваясь изучать химию, физику и биологию. Много лет спустя он сказал, что сделал этот выбор из-за

…ощущения пробелов в моих знаниях, любопытства и очаровательности новых тайн.
Оригинальный текст (англ.)the feeling of a gap in my knowledge, the curiosity and the charm of mystery
— Brief scientific biography
В университете Лозанны Жорж де Рам начал серьёзно заниматься математикой в попытках лучше понять некоторые вопросы из читаемого студентам курса физики. Эта наука так увлекла его, что после пяти семестров он забросил химию, биологию и физику, чтобы теперь уже полностью посвятить себя математике. Он окончил университет Лозанны в 1925 году.
В 1926 году де Рам отправился в Париж, чтобы послушать лекции Лебега и Эли Картана. Под руководством Лебега он начал заниматься в университете Парижа, где в июне 1931 года получил докторскую степень за диссертацию по топологии дифференцируемых многообразий.

## Научная работа
Его интерес к теории дифференцируемых многообразий вызвали работы Пуанкаре, это и побудило его ехать в Париж, чтобы прослушать курс лекций Анри Лебега. Когда де Рам наткнулся на статью Эли Картана, опубликованную в 1928 году, где высказывалась гипотеза о том, что существует связь между дифференциальными формами на многообразии и его топологическими инвариантами, он понял, что должен решить эту задачу.

### Теорема де Рама
Его основной результат, известный сегодня как теорема де Рама, может быть сформулирован в терминах изоморфизма определённых групп когомологий. Эта теорема вместе со своими многочисленными следствиями стала важной вехой в развитии математики, её следствия позволили получить новые результаты в теории пучков, комплексной геометрии, алгебраической геометрии, алгебраической топологии и даже в некоммутативной геометрии. В частности, ей обязана своим развитием теория Ходжа. В физике следствия из теоремы де Рама связаны с многими аспектами современной теории поля.

### Другие работы
- Ряд работ де Рама касается римановых многообразий: им была доказана теорема приводимости; также он изучал гармонические дифференциальные формы.
- Де Рам получил интересные результаты, касающиеся кручения Рейдемейстера[англ.] гладких многообразий.
- Де Рам является создателем теории гомологических токов.

## Академическая карьера

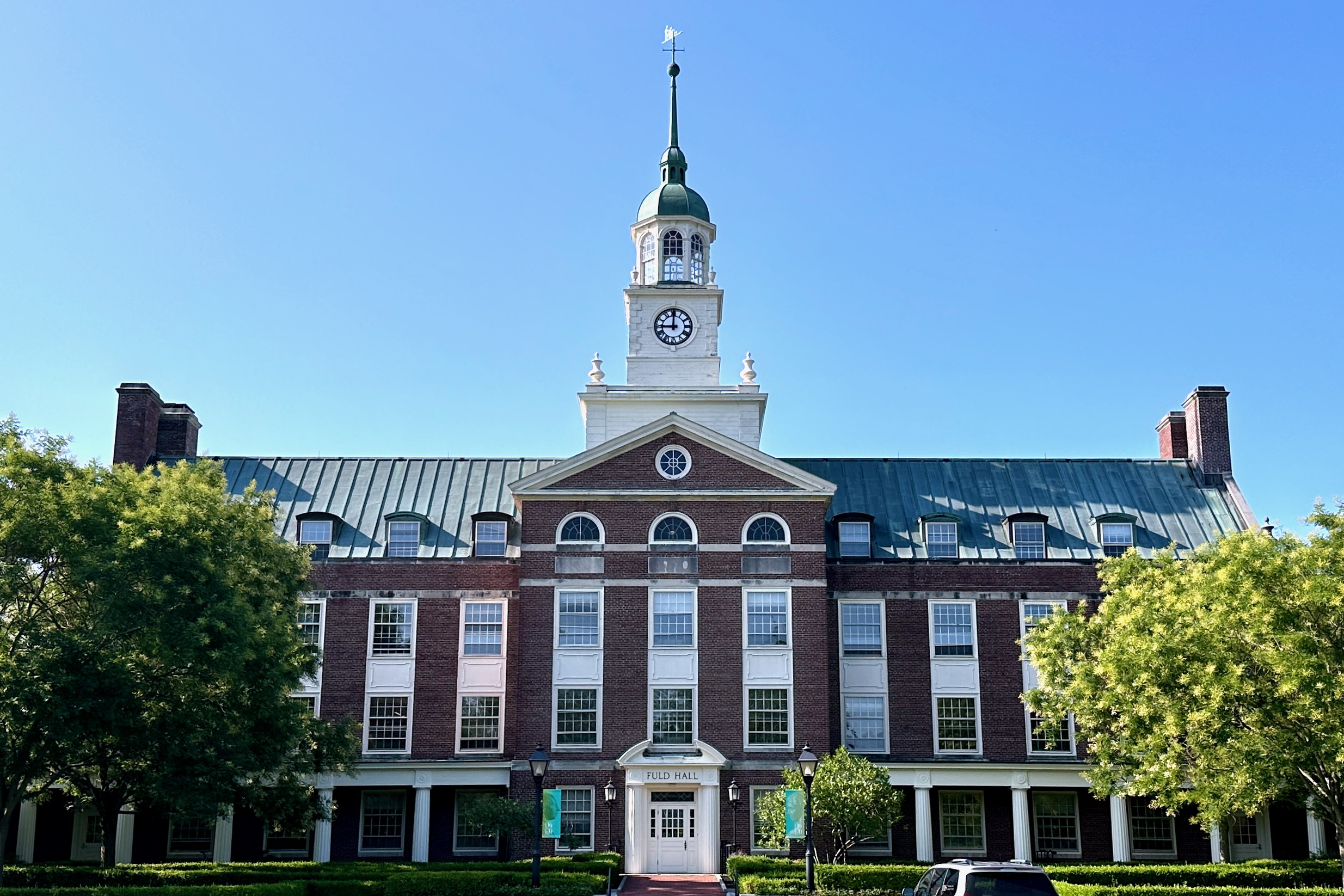
Главное здание Института перспективных исследований (Fuld Hall)

Жорж де Рам параллельно преподавал в университетах Лозанны и Женевы: сначала внештатным, потом полным профессором, а после выхода в отставку в начале 70-х числился почетным профессором этих университетов.
Он был приглашенным профессором в Гёттингенском университете (1930/31)), в Гарварде (1949/1950), в Институте перспективных исследований в Принстоне (1950, 1957/58) и в Институте фундаментальных исследований Тата в Бомбее (1966). В августе 1960 года де Рам прочитал курс лекций в Италии.
Многие годы он был главным редактором журналов Commentarii Mathematici Helvetici (1950/67) и L’Enseignement Mathématique (1967/78). С 1963 по 1966 год был президентом Международного математического союза.
Жорж де Рам умер в Лозанне 9 октября 1990 года.

## Работы на русском языке
- Ж. де Рам. Дифференцируемые многообразия. — М.: Изд. иностр. лит., 1956. — 250 с.